# Maricel Voinea
Maricel Voinea (Galați, 17 de março de 1959) é um ex-handebolista profissional romeno, duas vezes medalhista olímpico.

## Títulos
- Jogos Olímpicos:
  - Bronze: 1980, 1984